# Pagès Editors
Pagès editors fue creada por Lluís Pagès Marigot en 1990. Nació con el fin de publicar libros en lengua catalana y, en estos años de vida, ya ha editado unos 2700 títulos, con colecciones y líneas editoriales diversas.
Esta empresa participa en varios certámenes editoriales internacionales, como la Frankfurt Book Fair, Liber (Barcelona-Madrid), la FIL (Feria Internacional del Libro de Guadalajara) o la Setmana del Llibre en Català, entre otros. Además, es miembro de la Associació d’Editors en Llengua Catalana.

## Autores destacables
Josep Vallverdú, Francesc Torralba, Josep-Lluís Carod-Rovira, Joaquim Carbó, Raimon Panikkar, Jordi Pàmias, Mag Lari, Petros Márkaris, Rosa Fabregat, Jordi Pujol, Pilar Senpau, Manuel de Pedrolo, Miquel Desclot, Guillem Viladot, Carles Hac Mor, Josep M. Morell, Màrius Torres, Ferran Sánchez Agustí, Josep Maria Sans i Travé, Paul Auster, Maria Barbal, Martin Buber, Isak Dinesen, Josep M. Flotats, Jorge L. Tizón y Josep M. Sala-Valldaura, entre otros.

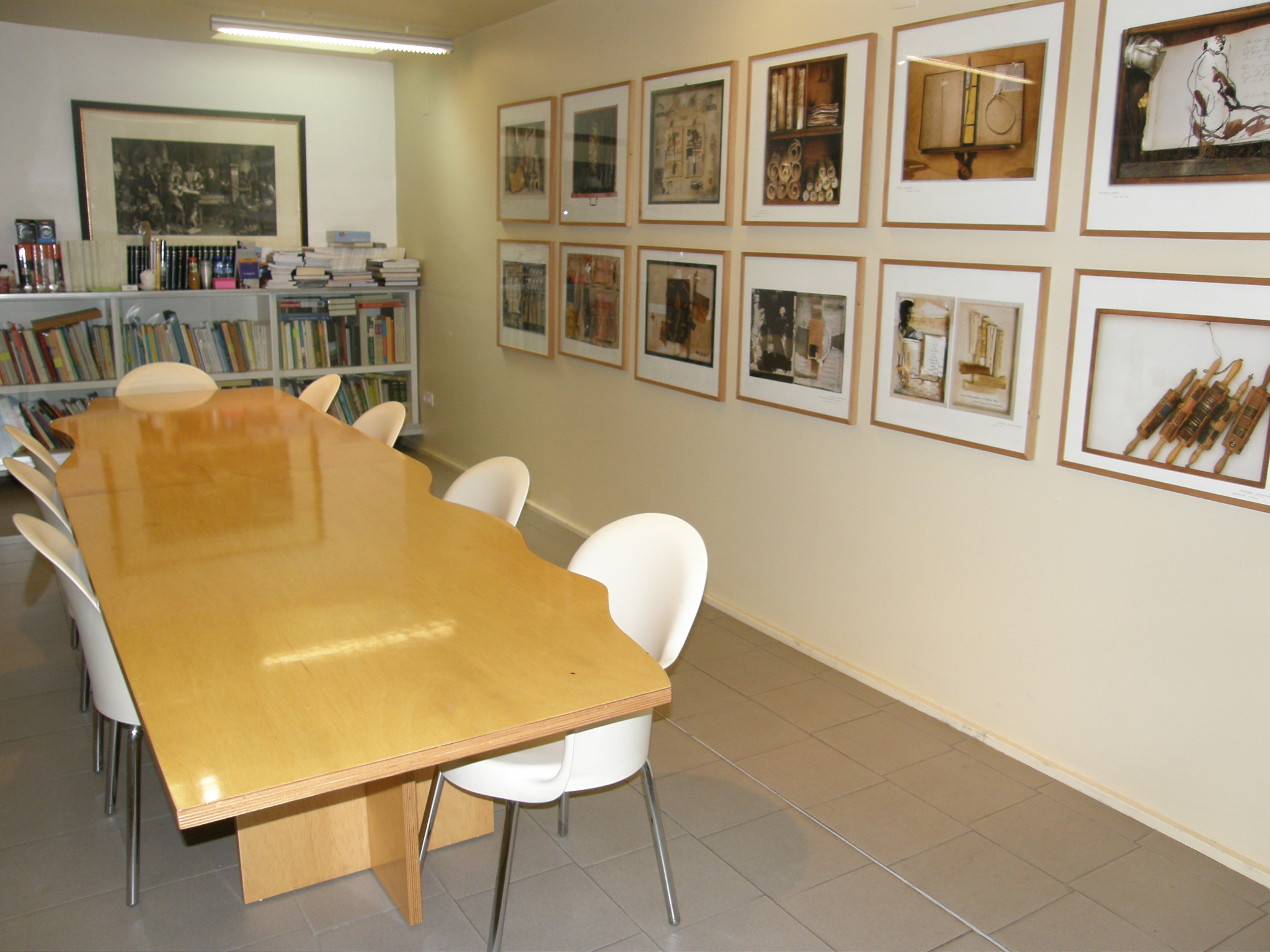
Oficinas de Pagès Editors, Editorial Milenio, Arts Gràfiques Bobalà y Nus de Llibres en Lérida.

## Premios que publica o que ha publicado

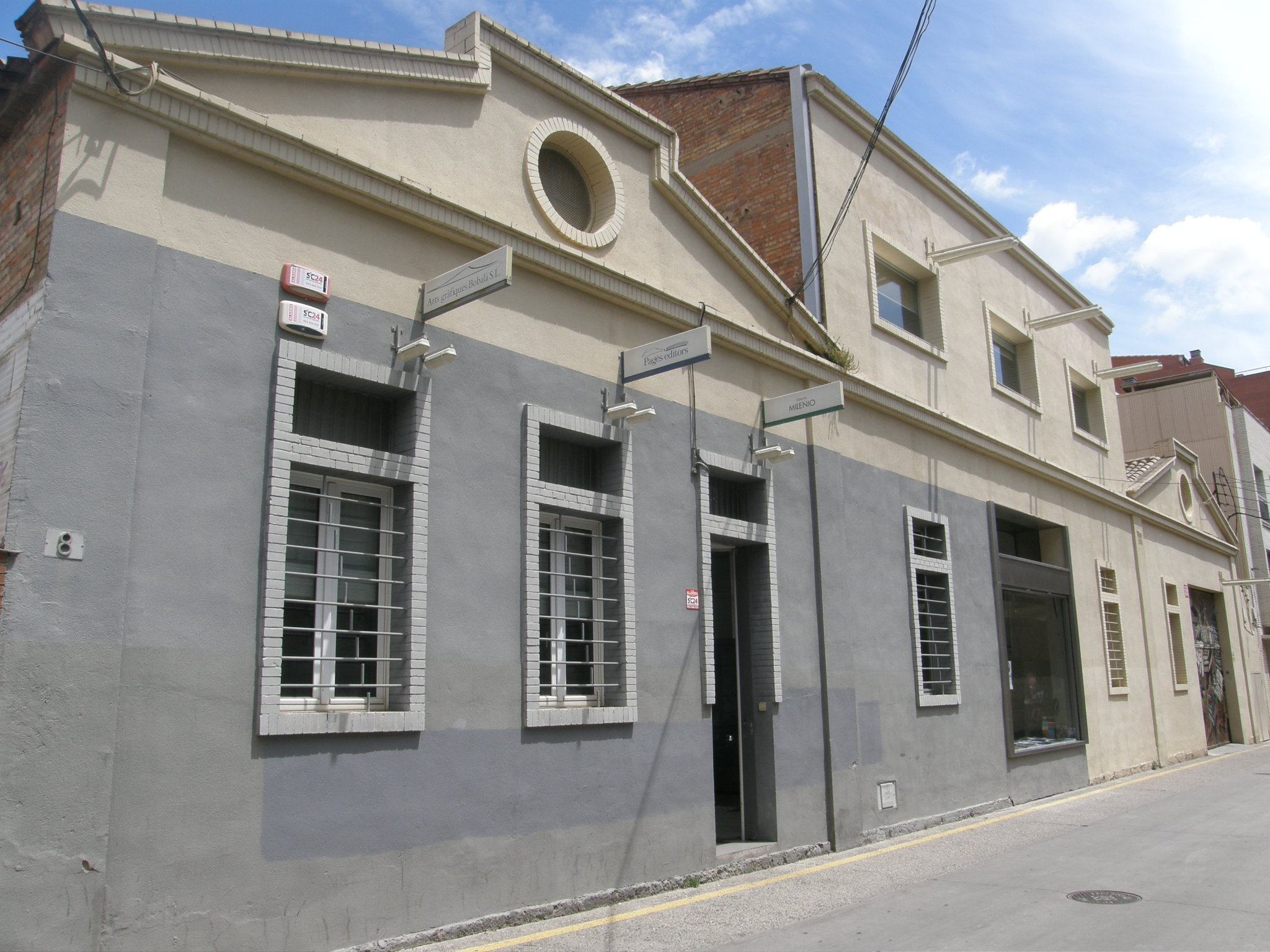
Oficinas de Pagès Editors en Lérida.

Premi d’assaig Josep Vallverdú, Premi Sant Miquel d’Engolasters d’Andorra Archivado el 4 de marzo de 2016 en Wayback Machine., Premi Les Talúries, Premi Vent de Port, Premi Recull de Blanes, Premi Ferran Canyameres, Premi Novel·la breu Ciutat de Mollerussa, Premi 7lletres Archivado el 9 de enero de 2016 en Wayback Machine., Premi de Narrativa Lleida, Premi Màrius Torres, Premi Maria Mercè Marçal, Premi de Poesia Parc Taulí, http://cercleartsilletres.net/txp/nit/7/premi-grandalla Archivado el 24 de julio de 2015 en Wayback Machine., Premi Jordi Pàmias de Poesia Archivado el 24 de julio de 2015 en Wayback Machine., Premi Mn. Condò Sambeat, Prèmi Aran de Literatura; Beca d’Investigació Ernest Lluch Archivado el 24 de julio de 2015 en Wayback Machine.. 